# Guilguigé (Mayahi)
Guilguigé (auch: Gilgijé, Guilguijé, Guilguizé) ist ein Dorf in der Stadtgemeinde Mayahi in Niger.

## Geographie
Das von einem traditionellen Ortsvorsteher (chef traditionnel) geleitete Dorf befindet sich rund 24 Kilometer nordwestlich des urbanen Zentrums von Mayahi, der Hauptstadt des gleichnamigen Departements Mayahi, das zur Region Maradi gehört. Zu den Siedlungen in der näheren Umgebung von Guilguigé zählen Toubounda im Nordwesten und Goumza im Nordosten.
Es herrscht das Klima der Sahelzone vor, mit einer durchschnittlichen jährlichen Niederschlagsmenge zwischen 300 und 400 mm. Die Landschaft zwischen den Trockentälern Goulbin Kaba und Tarka, in der das Dorf liegt, ist von alten, unbeweglichen Dünen geprägt.

## Bevölkerung
Bei der Volkszählung 2012 hatte Guilguigé 1141 Einwohner, die in 133 Haushalten lebten. Bei der Volkszählung 2001 betrug die Einwohnerzahl 754 in 94 Haushalten und bei der Volkszählung 1988 belief sich die Einwohnerzahl auf 881 in 94 Haushalten.
Die Bevölkerungsdichte in diesem Gebiet ist für nigrische Verhältnisse hoch.

## Wirtschaft und Infrastruktur
Im Dorf wird ein Wochenmarkt abgehalten. Der Markttag ist Mittwoch. Der Markt wurde nach 1960, dem Jahr der staatlichen Unabhängigkeit Nigers, etabliert. Das Gebiet der Ebenen im südlichen Teil der Region Maradi, in dem sich Guilguigé befindet, ist von einer anhaltenden Degradation der ackerbaulichen Flächen gekennzeichnet, die mit der hohen Bevölkerungsdichte in Zusammenhang steht. Es gibt eine Schule im Ort.